# Päivi Alafrantti
Päivii Jaana Marit Alafrantti (ur. 8 maja 1964 w Tervoli) – fińska lekkoatletka, która specjalizowała się  w rzucie oszczepem.
Dwukrotna uczestniczka igrzysk olimpijskich: Seul 1988 (10. miejsce) oraz Barcelona 1992 (niesklasyfikowana). Dwa razy startowała w mistrzostwach świata (w 1991 była ósma, w 1993 trzynasta). W roku 1990 zdobyła w Splicie tytuł mistrzyni Europy. Początkowo wszystkie jej trzy rzuty w eliminacjach uznano za spalone, jednak po proteście została dopuszczona do finału, w którym ustanowiła swój rekord życiowy i niespodziewanie sięgnęła po złoto. Brązowa medalistka uniwersjady (1989). Mistrzyni Finlandii z 1989 i 1993 roku, złota medalistka mistrzostw Brazylii (1992). W 1990 została wybrana sportsmenką roku w Finlandii. Rekord życiowy: 67,68 (1990).